# 三指叉丝单囊壳
三指叉丝单囊壳（学名：Podosphaera tridactyla）是属于白粉菌目白粉菌科叉丝单囊壳属的一种真菌，寄生在李属植物上。该种分布于中国、日本、丹麦、比利时、匈牙利、苏联、法国、波兰、英国、罗马尼亚、美国、挪威、荷兰、奥地利、意大利、瑞士、瑞典、德国等地。